# Groupe de NGC 1461
Le groupe de NGC 1461 est un trio de galaxies situé dans la constellation de l'Éridan. La distance moyenne entre ce groupe et la Voie lactée est d'environ 17,5 Mpc (∼57,1 millions d'al). 

## Membres
Le tableau ci-dessous liste les trois galaxies du groupe indiquées dans l'article de A.M. Garcia paru en 1993. Le groupe de NGC 1461 est aussi membre de l'amas de l'Éridan.
| Nom          | Class.    | Type                        | α (J2000.0)   | δ (J2000.0)  | Vitesse radiale (km/s) | m       | Distance (Mpc) | Diamètre (kal) |
| ------------ | --------- | --------------------------- | ------------- | ------------ | ---------------------- | ------- | -------------- | -------------- |
| NGC 1461     | SA(r)0^0^ | Lenticulaire                | 03h 48m 27.1s | -16° 23′ 34″ | 1467 ± 13              | 11,8    | 20,0 ± 1,4     | 89             |
| MCG -3-10-41 | SB(s)dm   | Spirale barrée magellanique | 03h 43m 35.5s | -16° 00′ 52″ | 1215 ± 3               | 13,8248 | 16,1 ± 1,1     | 54             |
| MCG -3-10-45 | IBm pec?  | Irrégulière magellanique    | 03h 43m 35.5s | -16° 33′ 01″ | 1233 ± 9               | 12,7654 | 16,5 ± 1,2     | 12             |

Le site DeepskyLog permet de trouver aisément les constellations des galaxies mentionnées dans ce tableau ou si elles ne s'y trouvent pas, l'outil du site constellation permet de le faire à l'aide des coordonnées de la galaxie. Sauf indication contraire, les données proviennent du site NASA/IPAC.